# KSV Roeselare
KSV Roeselare was een Belgische voetbalclub uit de West-Vlaamse stad Roeselare. De club was aangesloten bij de KBVB met stamnummer 134 en had wit en zwart als clubkleuren. KSV Roeselare ontstond in 1999 na een fusie tussen KSK en KFC Roeselare en speelde tussen 2005 en 2010 vijf opeenvolgende seizoenen in eerste klasse. De club speelde in het Schierveldestadion, genoemd naar de gelijknamige woonwijk in het westen van de stad.

## Geschiedenis
De club met het huidige stamnummer 134 ontstond in 1921, nadat eerder enkele andere voetbalclubs actief waren geweest in de stad.
De eerste voetbalploeg in Roeselare werd opgericht in 1900 door enkele studenten die het voetbalspel hadden leren kennen tijdens hun studies in Engeland. Zij speelden eerst onder de naam Verenigde Vrienden Roeselare, wat kort daarna gewijzigd werd in Red Star Roeselare. In 1902 sloot deze club zich aan bij de voetbalbond onder de naam Union Sportive Roulers (vernederlandst: SV Roeselare). Maar in 1920 moest de club wegens financiële problemen faillissement aanvragen. 
Onder leiding van de liberale voorman Edmond Facon richten enkele oud-bestuursleden een tweede voetbalclub op: Football Club Roeselare (FC), maar de club hield het in 1914 voor bekeken tijdens de Eerste Wereldoorlog.
In 1921 werd Sportkring Roeselare (SK) opgericht, dat lid werd van de voetbalbond en in 1926 het stamnummer 134 kreeg toegewezen. Pas in 1923 liet het opnieuw opgerichte FC Roeselare zich inschrijven en zou zo uiteindelijk stamnummer 286 krijgen. Een kwarteeuw na hun ontstaan kregen beide clubs de koninklijke titel en heetten van dan af respectievelijk KSK Roeselare en KFC Roeselare.In 1923 veranderde SK Roeselare de clubkleuren.
In 1926 verscheen SK Roeselare voor het eerst in de nationale bevorderingsreeks, toen de Derde Klasse. Reeds twee jaar later, in het seizoen 1928/29, won de ploeg zijn reeks, en SK promoveerde zo voor het eerst naar Tweede Klasse. Het verblijf duurde echter maar drie jaar. In 1932 zakte de club terug naar Bevordering, een seizoen later zakte men zelfs verder weg uit de nationale reeksen.
Bij het begin van de Tweede Wereldoorlog keerde SK Roeselare terug in Bevordering, en met een titel in 1946 volgde opnieuw een promotie naar Tweede Klasse. Weer was het verblijf van korte duur, want na twee seizoenen volgde weer een degradatie, en weer zakte de club meteen verder weg uit de nationale reeksen.
In 1952/53 werd een nieuw nationaal niveau gecreëerd, namelijk de Vierde Klasse, die voortaan de nationale Bevorderingsreeksen vormen. SK Roeselare promoveerde weer uit de provinciale reeksen naar de nationale. De club verbleef enkele jaren in Vierde, tot de ploeg in 1959/60 zijn reeks won en naar Derde Klasse promoveerde. Roeselare kon zich 15 seizoenen onafgebroken handhaven op dat niveau. In 1975 zakte men even terug naar Vierde voor drie seizoenen, maar in 1978 was de club alweer in Derde teruggekeerd. KSK Roeselare bleef er 20 seizoenen onafgebroken spelen, tot men in 1998 reekswinnaar werd en na een halve eeuw terug naar Tweede Klasse promoveerde.
In 1999 fuseerde KSK Roeselare met de andere Roeselaarse club, KFC Roeselare. De nieuwe club ging KSV Roeselare heten en speelde verder met stamnummer 134 van KSK in Tweede Klasse. Stamnummer 286 verdween. De fusieclub bleef goede resultaten halen, en slaagde er in 2004/05 in, onder leiding van Dennis Van Wijk, de eindronde te winnen. In 2005 behaalde dan voor het eerste een club uit Roeselare promotie naar Eerste Klasse na het winnen van de eindronde in Tweede Klasse.
In het seizoen 2005/06 kwalificeerde de club zich bij zijn eersteklassedebuut bovendien voor Europees voetbal. België was in de top-10 geëindigd van het UEFA Fair Play-klassement. Oorspronkelijk leek het dat Roeselare rechtstreeks Europees zou kunnen spelen doordat België dit klassement aanvoerde, maar op de afsluitdatum van het klassement stond niet België maar Zweden eerste. Bij lottrekking werden uit de volgende tien landen nog twee clubs geselecteerd. Roeselare kwam uit de bus en de club werd zo alsnog met een Europees ticket beloond.
Roeselare won zijn eerste Europese wedstrijd met 2-1 op het veld van Vardar Skopje, waarna het met 5-1 won in de terugwedstrijd. In de volgende voorronde won Roeselare zijn heenwedstrijd met 2-1 van FC Ethnikos Achnas, maar na een 5-0 nederlaag in Cyprus eindigde het Europees avontuur wat in mineur. Aan deze zware nederlaag was een omkoopgeurtje verbonden. De UEFA besliste zelfs om een onderzoek te starten.
Na zich drie seizoenen zonder al te veel problemen te hebben kunnen handhaven op het hoogste niveau, startte het vierde seizoen zeer slecht. Critici opperden dat hun nieuwe technische directeur, Wim De Coninck, een heleboel overbetaalde spelers had aangetrokken, die tevens geen meerwaarde aan het team leverde. Nog voor begin van het seizoen, was De Coninck alweer vertrokken. Door competitiehervormingen was dit seizoen het laatste waarin er 18 ploegen op het hoogste niveau speelden. Er zouden dit seizoen meer dan twee ploegen degraderen, wat sportief behoud voor Roeselare moeilijker maakte. Op de negende speeldag werd trainer Dirk Geeraerd, na een 2 op 27, ontslagen en werd er een oude bekende op Schiervelde verwelkomd, Dennis Van Wijk. Onder Van Wijk slaagde de ploeg erin om de eerste overwinning van het seizoen te behalen. Tijdens de winterstop was Van Wijk ook zeer actief op de transfermarkt. Met onder anderen Ivan Perisic, Sherjill Mac-Donald en Abdessalam Benjelloun behaalde de ploeg goede resultaten in de terugronde en via de eindronde slaagde men er in het behoud in de hoogste afdeling te verzekeren.
Het volgende seizoen liep ook niet van een leien dakje. De loonlast bleef doorwegen en door de nacompetitie had Roeselare weinig tijd gehad om zich voor te bereiden op het seizoen. Ook de meeste spelers die Roeselare het seizoen voordien in Eerste hadden gehouden, vertrokken. Met beperkte financiële middelen ging Van Wijk aan de slag om een ploeg ineen te puzzelen. Het seizoen 2009/10 werd een lange degradatiestrijd tussen KSC Lokeren en Roeselare, waarin Lokeren op het nippertje aan het langste eind trok. Roeselare moest enkele weken na de competitie aan de slag in de eindronde, maar bleek daarin niet sterk genoeg om afstand te nemen van de tweedeklassers. Roeselare degradeerde dus na vijf seizoenen Eerste Klasse terug naar Tweede Klasse. De jeugd van Roeselare blijft wel verder spelen in de hoogste klasse van België.
Het eerste jaar terug in Tweede Klasse verliep niet bepaald vlot. Hoewel KSV Roeselare een goede competitiestart maakte, zakte men na de winterstop weg naar de onderste regionen van het klassement. Even dreigde de degradatie, maar KSV Roeselare kon zich handhaven en begon aan de heropbouw van de ploeg. Sportief manager Luc Devroe keerde terug en Serhij Serebrennikov werd speler-trainer. Tegen de verwachtingen in verliep deze combinatie vlot en werd het spelniveau van KSV Roeselare omhoog gebracht.
Na enkele seizoenen in Tweede klasse werden de laatste spelers uit het tijdperk van Wim De Coninck via een afbetalingsplan volledig uitbetaald. Hierdoor kwam er budget vrij om nieuwe spelers aan te trekken. De ploeg was een grijze middenmoter in Tweede Klasse geworden. Tijdens het seizoen 2014-2015 was de CEO van de ploeg, Johan Plancke actief in een groep om de competitiehervorming van het Belgische voetbal betreffende de profploegen en amateurploegen in goede banen te leiden. Uiteindelijk werd hun voorstel goedgekeurd door zowel de Pro League en de Nationale Liga. Dit zijn de vertegenwoordigers van respectievelijk eerste en tweede klasse. KSV Roeselare was bij monde van Plancke in deze periode een voorstander van de hervormingen.
Het daaropvolgende seizoen was het laatste seizoen volgens het oude systeem. Het profvoetbal werd gescheiden in Eerste klasse A (1A) en Eerste klasse B (1B). Samen telde het profvoetbal nog maar 24 ploegen. Om bij de 24 profploegen van België te blijven, moest men in tweede klasse bij de beste acht ploegen met een licentie betaald voetbal 1A eindigen. Hoewel KSV Roeselare nipt buiten de top-acht eindigde, kon het toch behouden blijven voor het profvoetbal aangezien kampioen White Star Bruxelles geen proflicentie kreeg toebedeeld. Zo was KSV Roeselare toch de achtste ploeg met een licentie betaald voetbal 1A. Het was echter nog afwachten daar White Star beroep had aangetekend bij het Belgisch Arbitragehof voor de Sport (BAS) tegen deze beslissing. Na een marathonvergadering van zes uur, waarbij ook KSV Roeselare vertegenwoordigd was, en een beraad van vijf dagen, besloot het BAS de uitspraak van de commissie te bevestigen. White Star verkreeg geen licentie betaald voetbal waardoor KSV Roeselare alsnog mocht aantreden bij de profploegen in het seizoen 2016-2017, in de reeks 1B. 
In het eerste seizoen onder de nieuwe structuur haalde KSV Roeselare na een aarzelend begin meteen de eerste periodetitel binnen in de reeks 1B (na 28 op 30 in de laatste tien wedstrijden van deze periode), waardoor het meteen zeker was van het spelen van de finale. Het winnen van de finale van Betaald Voetbal 1B (tussen de periodekampioenen 1 en 2) geeft recht op stijgen naar de hoogste afdeling. Deze finale werd toen verloren van de winnaar van de tweede periodetitel. Antwerp promoveerde.
Op 10 september 2019 werd KSV Roeselare door de Ondernemingsrechtbank West-Vlaanderen, afdeling Kortrijk, failliet verklaard vanwege een schuld van zo'n €28.000 euro. Op 19 september 2019 maakte de rechter het faillissement ongedaan. Echter kreeg de club in april 2020 geen licentie toegewezen voor het profvoetbal. De club twijfelde om de beslissing aan te vechten, maar besloot daartoe uiteindelijk toch bij het BAS. Intussen was duidelijk geworden dat Royal Excel Mouscron het initiatief had genomen voor fusiegesprekken met KV Kortrijk. De voetbalvereniging uit de provincie Henegouwen kreeg namelijk in eerste instantie ook geen proflicentie toegewezen. Bij de fusiegesprekken zou ook KSV Roeselare betrokken zijn geweest. Bij het BAS kon KSV Roeselare niet overtuigen en zou het volgend seizoen aantreden in Eerste Nationale, de vroegere eerste klasse amateurs.
In juli 2020 droeg de Chinese eigenares Dai Xiu Li Hawken de leiding over aan een lokaal management. Diederiek Degryse werd aangesteld als nieuwe CEO van de club.
Op 6 september 2020 werden CEO Diederiek Degryse en sportief directeur Jolan Fund door het bestuur van KSV Roeselare in gebreke gesteld omdat de beloofde investeringen op zich lieten wachten. Degryse zei een maand eerder nog een realistisch plan voor ogen te hebben onder de noemer 'KSVR 2.0', maar de investeringen bleven uit en sportief directeur Jolan Fund kwam in opspraak voor valse contracten. Het bestuur van de club probeerde finaal zelf nog op zoek te gaan naar een investeerder maar dat mislukte wegens tijdsgebrek. Op 11 september 2020 vroeg KSV Roeselare het faillissement aan. Op 17 september werd een curator aangesteld voor de afhandeling van het faillissement.
De jeugd werkte, voor zover mogelijk door de Covid-19 pandemie in die periode, het seizoen 2020-2021 wel nog af onder het stamnummer 134. Ook in het seizoen 2021-2022 waren er nog interprovinciale, provinciale en gewestelijke jeugdploegen actief onder dit stamnummer.
In 2021 werd een doorstart gemaakt via een fusie met VK Dadizele uit 1e Provinciale (stamnummer 8264) onder de naam SK Roeselare-Daisel. De naam van deze club werd veranderd naar SK Roeselare in 2023.

## Resultaten
| Seizoen                     | Klasse | Klasse | Klasse | Klasse | Klasse | Reeks                                                    | Punten                                                   | Opmerkingen | Beker                                                    | Europa                                    |
|                             | I      | I      | II     | III    | P.II   |                                                          |                                                          | |                                                          |                                           |
| --------------------------- | ------ | ------ | ------ | ------ | ------ | -------------------------------------------------------- | -------------------------------------------------------- | --- | -------------------------------------------------------- | ----------------------------------------- |
| als SK Roeselare            |        |        |        |        |        |                                                          |                                                          | |                                                          |                                           |
| 1926/27                     |        |        |        | 11     |        | Bevordering A                                            | 21                                                       | |                                                          |                                           |
| 1927/28                     |        |        |        | 9      |        | Bevordering A                                            | 22                                                       | |                                                          |                                           |
| 1928/29                     |        |        |        | 1      |        | Bevordering A                                            | 35                                                       | |                                                          |                                           |
| 1929/30                     |        |        | 11     |        |        | Eerste Afdeling                                          | 23                                                       | |                                                          |                                           |
| 1930/31                     |        |        | 11     |        |        | Eerste Afdeling                                          | 19                                                       | |                                                          |                                           |
| 1931/32                     |        |        | 14     |        |        | Eerste Afdeling A                                        | 16                                                       | |                                                          |                                           |
| 1932/33                     |        |        |        | 14     |        | Bevordering A                                            | 16                                                       | |                                                          |                                           |
| 1933/34                     |        |        |        |        | ?      | Tweede prov. W-Vl                                        | ?                                                        | |                                                          |                                           |
| 1934/35                     |        |        |        |        | ?      | Tweede prov. W-Vl                                        | ?                                                        | |                                                          |                                           |
| 1935/36                     |        |        |        |        | ?      | Tweede prov. W-Vl                                        | ?                                                        | |                                                          |                                           |
| 1936/37                     |        |        |        |        | ?      | Tweede prov. W-Vl                                        | ?                                                        | |                                                          |                                           |
| 1937/38                     |        |        |        |        | ?      | Tweede prov. W-Vl                                        | ?                                                        | |                                                          |                                           |
| 1939/40                     |        |        |        |        | ?      | Tweede prov. W-Vl                                        | ?                                                        | |                                                          |                                           |
| 1940/41                     |        |        |        |        | ?      | Tweede prov. W-Vl                                        | ?                                                        | |                                                          |                                           |
| 1941/42                     |        |        |        | 4      |        | Bevordering A                                            | 21                                                       | |                                                          |                                           |
| 1942/43                     |        |        |        | 2      |        | Bevordering D                                            | 39                                                       | |                                                          |                                           |
| 1943/44                     |        |        |        | 5      |        | Bevordering A                                            | 29                                                       | |                                                          |                                           |
| 1944/45                     |        |        |        |        |        |                                                          |                                                          | Geen competitie door Wereldoorlog II |                                                          |                                           |
| 1943/44                     |        |        |        | 4      |        | Bevordering A                                            | 39                                                       | |                                                          |                                           |
| 1946/47                     |        |        |        | 1      |        | Bevordering D                                            | 48                                                       | |                                                          |                                           |
| 1947/48                     |        |        | 8      |        |        | Eerste Afdeling A                                        | 28                                                       | |                                                          |                                           |
| 1948/49                     |        |        | 15     |        |        | Eerste Afdeling B                                        | 15                                                       | |                                                          |                                           |
| 1949/50                     |        |        |        | 14     |        | Bevordering A                                            | 25                                                       | |                                                          |                                           |
| 1950/51                     |        |        |        |        | ?      | Tweede prov. W-Vl                                        | ?                                                        | |                                                          |                                           |
| 1951/52                     |        |        |        |        | ?      | Tweede prov. W-Vl                                        | ?                                                        | |                                                          |                                           |
|                             | I      | I      | II     | III    | IV     | Vanaf 1952/53 zijn er 4 nationale niveaus                | Vanaf 1952/53 zijn er 4 nationale niveaus                | Vanaf 1952/53 zijn er 4 nationale niveaus | Vanaf 1952/53 zijn er 4 nationale niveaus                | Vanaf 1952/53 zijn er 4 nationale niveaus |
| 1952/53                     |        |        |        |        | 5      | Vierde Klasse A                                          | 37                                                       | |                                                          |                                           |
| 1953/54                     |        |        |        |        | 2      | Vierde Klasse D                                          | 38                                                       | |                                                          |                                           |
| 1954/55                     |        |        |        |        | 5      | Vierde Klasse C                                          | 36                                                       | |                                                          |                                           |
| 1955/56                     |        |        |        |        | 2      | Vierde Klasse A                                          | 44                                                       | |                                                          |                                           |
| 1956/57                     |        |        |        |        | 3      | Vierde Klasse D                                          | 36                                                       | |                                                          |                                           |
| 1957/58                     |        |        |        |        | 2      | Vierde Klasse A                                          | 42                                                       | |                                                          |                                           |
| 1958/59                     |        |        |        |        | 3      | Vierde Klasse B                                          | 41                                                       | |                                                          |                                           |
| 1959/60                     |        |        |        |        | 1      | Vierde Klasse C                                          | 48                                                       | |                                                          |                                           |
| 1960/61                     |        |        |        | 7      |        | Derde Klasse A                                           | 31                                                       | |                                                          |                                           |
| 1961/62                     |        |        |        | 7      |        | Derde Klasse A                                           | 32                                                       | |                                                          |                                           |
| 1962/63                     |        |        |        | 8      |        | Derde Klasse A                                           | 26                                                       | |                                                          |                                           |
| 1963/64                     |        |        |        | 9      |        | Derde Klasse B                                           | 29                                                       | |                                                          |                                           |
| 1964/65                     |        |        |        | 2      |        | Derde Klasse A                                           | 34                                                       | |                                                          |                                           |
| 1965/66                     |        |        |        | 2      |        | Derde Klasse B                                           | 44                                                       | |                                                          |                                           |
| 1966/67                     |        |        |        | 9      |        | Derde Klasse A                                           | 28                                                       | |                                                          |                                           |
| 1967/68                     |        |        |        | 9      |        | Derde Klasse B                                           | 27                                                       | |                                                          |                                           |
| 1968/69                     |        |        |        | 4      |        | Derde Klasse B                                           | 38                                                       | |                                                          |                                           |
| 1969/70                     |        |        |        | 8      |        | Derde Klasse A                                           | 30                                                       | |                                                          |                                           |
| 1970/71                     |        |        |        | 12     |        | Derde Klasse B                                           | 26                                                       | |                                                          |                                           |
| 1971/72                     |        |        |        | 11     |        | Derde Klasse A                                           | 27                                                       | |                                                          |                                           |
| 1972/73                     |        |        |        | 14     |        | Derde Klasse B                                           | 22                                                       | |                                                          |                                           |
| 1973/74                     |        |        |        | 8      |        | Derde Klasse B                                           | 29                                                       | |                                                          |                                           |
| 1974/75                     |        |        |        | 16     |        | Derde Klasse A                                           | 19                                                       | |                                                          |                                           |
| 1975/76                     |        |        |        |        | 10     | Vierde Klasse A                                          | 27                                                       | |                                                          |                                           |
| 1976/77                     |        |        |        |        | 9      | Vierde Klasse A                                          | 28                                                       | |                                                          |                                           |
| 1977/78                     |        |        |        |        | 1      | Vierde Klasse C                                          | 45                                                       | |                                                          |                                           |
| 1978/79                     |        |        |        | 12     |        | Derde Klasse A                                           | 24                                                       | |                                                          |                                           |
| 1979/80                     |        |        |        | 9      |        | Derde Klasse A                                           | 29                                                       | |                                                          |                                           |
| 1980/81                     |        |        |        | 2      |        | Derde Klasse A                                           | 40                                                       | |                                                          |                                           |
| 1981/82                     |        |        |        | 7      |        | Derde Klasse A                                           | 33                                                       | |                                                          |                                           |
| 1982/83                     |        |        |        | 6      |        | Derde Klasse A                                           | 30                                                       | |                                                          |                                           |
| 1983/84                     |        |        |        | 14     |        | Derde Klasse A                                           | 24                                                       | | I                                                        |                                           |
| 1984/85                     |        |        |        | 10     |        | Derde Klasse A                                           | 27                                                       | | I                                                        |                                           |
| 1985/86                     |        |        |        | 12     |        | Derde Klasse A                                           | 25                                                       | | I                                                        |                                           |
| 1986/87                     |        |        |        | 6      |        | Derde Klasse A                                           | 32                                                       | |                                                          |                                           |
| 1987/88                     |        |        |        | 7      |        | Derde Klasse A                                           | 32                                                       | | V                                                        |                                           |
| 1988/89                     |        |        |        | 2      |        | Derde Klasse A                                           | 37                                                       | |                                                          |                                           |
| 1989/90                     |        |        |        | 3      |        | Derde Klasse A                                           | 38                                                       | | 1/32                                                     |                                           |
| 1990/91                     |        |        |        | 4      |        | Derde Klasse A                                           | 38                                                       | |                                                          |                                           |
| 1991/92                     |        |        |        | 5      |        | Derde Klasse A                                           | 32                                                       | | 1/32                                                     |                                           |
| 1992/93                     |        |        |        | 10     |        | Derde Klasse A                                           | 24                                                       | |                                                          |                                           |
| 1993/94                     |        |        |        | 5      |        | Derde Klasse A                                           | 33                                                       | verlies in eerste ronde van eindronde tegen KFC Vigor Wuitens Hamme |                                                          |                                           |
| 1994/95                     |        |        |        | 7      |        | Derde Klasse A                                           | 35                                                       | |                                                          |                                           |
| 1995/96                     |        |        |        | 6      |        | Derde Klasse A                                           | 44                                                       | | V                                                        |                                           |
| 1996/97                     |        |        |        | 5      |        | Derde Klasse A                                           | 43                                                       | | IV                                                       |                                           |
| 1997/98                     |        |        |        | 1      |        | Derde Klasse A                                           | 62                                                       | |                                                          |                                           |
| 1998/99                     |        |        | 6      |        |        | Tweede Klasse                                            | 58                                                       | | 1/16                                                     |                                           |
| als fusieclub KSV Roeselare |        |        |        |        |        |                                                          |                                                          | |                                                          |                                           |
| 1999/00                     |        |        | 14     |        |        | Tweede Klasse                                            | 39                                                       | | V                                                        |                                           |
| 2000/01                     |        |        | 8      |        |        | Tweede Klasse                                            | 46                                                       | | V                                                        |                                           |
| 2001/02                     |        |        | 14     |        |        | Tweede Klasse                                            | 37                                                       | | IV                                                       |                                           |
| 2002/03                     |        |        | 17     |        |        | Tweede Klasse                                            | 34                                                       | toch behoud door verdwijnen van hogere ploegen | IV                                                       |                                           |
| 2003/04                     |        |        | 3      |        |        | Tweede Klasse                                            | 63                                                       | derde in eindronde met 8 punten | 1/16                                                     |                                           |
| 2004/05                     |        |        | 2      |        |        | Tweede Klasse                                            | 60                                                       | winst in eindronde met 16 punten | V                                                        |                                           |
| 2005/06                     | 12     | 12     |        |        |        | Eerste Klasse                                            | 41                                                       | winnaar fairplayklassement en op die manier geplaatst voor voorronde UEFA Cup | 1/16                                                     |                                           |
| 2006/07                     | 11     | 11     |        |        |        | Eerste Klasse                                            | 39                                                       | | 1/8                                                      | UC: pre                                   |
| 2007/08                     | 14     | 14     |        |        |        | Eerste Klasse                                            | 38                                                       | | 1/4                                                      |                                           |
| 2008/09                     | 16     | 16     |        |        |        | Eerste Klasse                                            | 30                                                       | Winst in eindronde met 13 punten | 1/4                                                      |                                           |
| 2009/10                     | 15     | 15     |        |        |        | Eerste Klasse                                            | 18                                                       | Evenveel punten als Lokeren, maar een gewonnen match minder. Degradatie via eindronde. | 1/2                                                      |                                           |
| 2010/11                     |        |        | 15     |        |        | Tweede Klasse                                            | 41                                                       | Evenveel punten als de nummer 13, maar 1 gewonnen match minder | 1/16                                                     |                                           |
| 2011/12                     |        |        | 13     |        |        | Tweede Klasse                                            | 40                                                       | | 1/16                                                     |                                           |
| 2012/13                     |        |        | 11     |        |        | Tweede Klasse                                            | 42                                                       | | IV                                                       |                                           |
| 2013/14                     |        |        | 15     |        |        | Tweede Klasse                                            | 35                                                       | | 1/16                                                     |                                           |
| 2014/15                     |        |        | 11     |        |        | Tweede Klasse                                            | 42                                                       | Evenveel punten als plaats 10. Een gewonnen match minder. | V                                                        |                                           |
| 2015/16                     |        |        | 9      |        |        | Tweede Klasse                                            | 50                                                       | Evenveel punten en gewonnen matchen als plaats 8. Een slechter doelpuntensaldo. | IV                                                       |                                           |
|                             | 1A     | 1B     | 1Am    | 2Am    | 3Am    | Vanaf 2016/17 zijn er 3 nationale en 2 regionale niveaus | Vanaf 2016/17 zijn er 3 nationale en 2 regionale niveaus | Vanaf 2016/17 zijn er 3 nationale en 2 regionale niveaus | Vanaf 2016/17 zijn er 3 nationale en 2 regionale niveaus |                                           |
| 2016/17                     |        | 2      |        |        |        | Eerste Klasse B                                          | 50                                                       | Roeselare won de eerste periode, maar verloor nadien in de titelstrijd van Antwerp FC. | 1/16                                                     |                                           |
| 2017/18                     |        | 5      |        |        |        | Eerste Klasse B                                          | 35                                                       | Na 3 speeldagen als eerste ploeg behoud verzekerd in Play-Off 3. Uiteindelijk eerste geëindigd. | 1/16                                                     |                                           |
| 2018/19                     |        | 5      |        |        |        | Eerste Klasse B                                          | 33                                                       | Na 5 speeldagen als tweede (en derde) ploeg behoud verzekerd in Play-Off 3 samen met OHL. | V                                                        |                                           |
| 2019/20                     |        | 7      |        |        |        | Eerste Klasse B                                          | 26                                                       | | V                                                        |                                           |
| 2020/21                     |        |        | –      |        |        | Eerste nationale                                         | 0                                                        | Op 17 september werd het faillissement uitgesproken. Omdat de competitie werd stilgelegd na 4 speeldagen en niet meer hervat werd, is de ploeg echter nooit uit de competitie genomen. KSV Roeselare stond bij de stillegging op de laatste plaats. | III                                                      |                                           |

### Europese wedstrijden
#Q = #voorronde, T/U = Thuis/Uit, W = Wedstrijd, PUC = punten UEFA coëfficiënten .
Uitslagen vanuit gezichtspunt Roeselare
| Seizoen | Competitie | Ronde | Land                     | Club             | Totaalscore | 1e W    | 2e W    | PUC |
| ------- | ---------- | ----- | ------------------------ | ---------------- | ----------- | ------- | ------- | --- |
| 2006/07 | UEFA Cup   | 1Q    | Vlag van Noord-Macedonië | FK Vardar Skopje | 7-2         | 2-1 (U) | 5-1 (T) | 3.0 |
|         |            | 2Q    | Vlag van Cyprus          | Ethnikos Achna   | 2-6         | 2-1 (T) | 0-5 (U) | 3.0 |

Totaal aantal punten voor UEFA coëfficiënten: 3.0

## Trainers
- 1999-2000: Jerko Tipurić, James Storme
- 2000-2001: Peter Van Wambeke, Raoul Peeters
- 2001-2002: Raoul Peeters
- 2002-2003: Raoul Peeters, Dennis van Wijk
- 2003-2004: Dennis van Wijk
- 2004-2005: Dennis van Wijk
- 2005-2006: Dennis van Wijk
- 2006-2007: Dirk Geeraerd
- 2007-2008: Dirk Geeraerd
- 2008-2009: Dirk Geeraerd, Dennis van Wijk
- 2009-2010: Dennis van Wijk
- 2010-2011: Nico Vanderdonck
- 2011-2012: Serhij Serebrennikov (speler-trainer) & Gaby Demanet (co-trainer)
- 2012-2013: Serhij Serebrennikov (speler-trainer) & Gaby Demanet (co-trainer)
- 2013-2014: Serhij Serebrennikov (speler-trainer) & Wim De Corte (co-trainer)
- 2014-2015: Franky Van der Elst
- 2015-2016: Franky Van der Elst
- 2016-2017: Arnauld Mercier
- 2017-2018: Arnauld Mercier, Tom Colpaert (a.i.), Dennis van Wijk, Tom Colpaert (a.i.), Jordi Condom Aulí
- 2018-2019: Jordi Condom Aulí, Nano, Juan Gutiérrez
- 2019-2020: Arnar Grétarsson, Christophe Gamel (a.i.)
- 2020: Karel Fraeye

## Algemeen

### Organisatie
Sinds oktober 2013 stond Yves Olivier aan de leiding van KSV Roeselare als voorzitter met Brecht Vermeulen als ondervoorzitter.

### Communicatiemiddelen
KSV Roeselare communiceerde vooral via zijn officiële website. Er bestonden ook verschillende supporterssites en een forum waar supporters met elkaar communiceerden.

### Supporterclubs en dergelijke
KSV Roeselare beschikte over verschillende supporterclubs, waarvan de onderstaande de meest voorname:
- Black Star Ultras
- SV134 (Young Businessclub)
- Haverstraatfans
- KSVR Till I Die
- Westhinder
- Roslar Army
- Oltegoare Roeselare
- Roslar Youth

## Bekende oud-spelers
Belgen
- Steve Barbé  (2002-2007)
- Wouter Biebauw (2002-2008) en (2016-2020)
- Fernand Boone (1971-1972)
- Joeri Dequevy  (2007-2010)
- Dieter Dever  (1998-2001)
- Jimmy De Jonghe (2014-2015)
- Sébastien Dewaest (2011-2013)
- Jérémy Huyghebaert  (2008-2010) en (2012)
- Gilles Lentz  (2012-2015)
- Pieter-Jan Monteyne  (2000-2001)
- Olivier Myny (2014-2015)
- Davy Oyen  (2006-2008)
- Pietro Perdichizzi (2013-2015)
- Jurgen Sierens  (2003-2010)
- Stefaan Tanghe (2007-2010)
- Johny Thio  (1976-1977)
- Daan Vaesen  (2005-2008)
- Jamaique Vandamme (2004-2006)
- Jari Vandeputte  (2014-2015)
- Brecht Verbrugghe  (1988-1998)

Overige Europeanen
- Vadim Dotsenko  (2011-2012)
- Wagneau Eloi (2005-2007)
- Steffen Ernemann  (2010-2011)
- Sergio Hellings  (2009-2011)
- Arturo ten Heuvel (2009-2010)
- Collins John (2009)
- Štěpán Kučera  (2009-2010)
- Sherjill Mac-Donald (2009)
- Ivan Perišić (2009)
- Bjarni Viðarsson  (2009-2010)

Overige landen
- Sami Allagui  (2007)
- Soufiane Bidaoui  (2010-2011)
- Christian Bouckenooghe  (1997-2001) en (2003-2006)
- Marcos Camozzato (2013-2015)
- Manasseh Ishiaku (2001-2002)
- Nikita Rukavytsya  (2009-2010)